# Poison (píseň, Marissa Nadler)
„Poison“ je píseň (balada) americké zpěvačky Marissy Nadler. Vydána byla v únoru roku 2019 jako singl, který dále obsahoval píseň „If We Make It Through the Summer“. Původně vyšla pouze v digitální podobě na stránce vydavatelství Kro Records na webu Bandcamp. Vydání fyzického nosiče, gramofonové desky ve tvaru srdce, je plánováno na jaro či léto roku 2019. Autorkou písně „Poison“ je sama Marissa Nadler, zatímco jejími producenty byli Justin Raisen a Lawrence Rothman. V písni vedle zpěvačky zpívá coby host velšský hudebník John Cale. Zpěvačka chová ke Caleovi značný obdiv a uvedla, že jeho vystoupení ji překvapilo, a v okamžiku, kdy uslyšela hotovou píseň, bylo ji jasné, že přesně tak by píseň měla znít. Při zveřejnění písně zpěvačka také připomněla, že část textu je totožná s písní „Run Run Run“ Caleovy bývalé skupiny The Velvet Underground. Při koncertech píseň zazněla již v roce 2017. Píseň byla napsána ve stejné době, jako písně ze zpěvaččina alba For My Crimes (2018). Je napsána jako konzerzace mezi párem.